# Julius Robert von Mayer
Julius Robert von Mayer (Heilbronn, 25 november 1814 – aldaar, 20 maart 1878) was een Duitse arts en natuurkundige en een van de grondleggers van de thermodynamica. Hij heeft de meeste bekendheid verworven door in 1841 als eerste de wet van behoud van energie te formuleren en in het verlengde daarvan ook de eerste wet van de thermodynamica. Over de prioriteit van deze ontdekking heeft hij een heftig meningsverschil gehad met de Engelse fysicus James Prescott Joule. Aan het eind van zijn leven heeft von Mayer de meeste erkenning gekregen.

## Biografie
Julius Robert von Mayer groeide op als de jongste van drie zonen van een apotheker. Hij kwam uit een familie met aanzien, waar ook Philipp Melanchthon en Johannes Reuchlin bij hoorden. Na zijn eindexamen studeerde hij van 1832 tot 1837 medicijnen aan de Eberhard-Karls-Universiteit in Tübingen, maar werd onder andere vanwege zijn aansluiting bij een wettelijk verboden politieke studentenvereniging een jaar geschorst. Na twee jaar in Parijs te hebben vertoefd, monsterde hij in 1840 aan als scheepsarts op de Hollandse driemaster Java die op weg was naar Jakarta. Hoewel hij zich voorheen nauwelijks voor natuurwetten geïnteresseerd had, ontwikkelde hij tijdens deze reis veel belangstelling voor allerlei natuurkundige verschijnselen, in het bijzonder voor warmte.  In 1841 keerde hij terug in Heilbronn en trouwde.
In juni 1841 voltooide hij een verhandeling met de titel Über die quantitative und qualitative Bestimmung der Kräfte die hij opstuurde naar het tijdschrift Annalen der Physik van Johann Christian Poggendorff, maar die werd niet gepubliceerd, omdat er fundamentele fouten in stonden. In 1842 bepaalde hij echter een belangrijke kwantitatieve factor, het mechanisch warmte-equivalent, zodat warmte en arbeid nu in elkaar omgerekend konden worden. Het resultaat van zijn onderzoek werd gepubliceerd in de Annalen der Chemie und Pharmacie van Justus von Liebig en vormde de basis voor de wet van behoud van energie zoals Hermann von Helmholtz die in 1847 publiceerde. 
Hoewel Mayer zich bewust was van het grote belang van zijn ontdekking, kreeg hij toch niet veel naam als wetenschapper, omdat hij zich moeilijk in wetenschappelijke termen kon uitdrukken en bovendien veel neiging had tot speculeren. Zijn tijdgenoten wantrouwden hem en wezen de wet van behoud van energie van de hand, zelfs Helmholtz en Joule stelden zich vijandig tegen hem op.
In 1848 overleden von Mayers twee kinderen kort na elkaar, waarna zijn zenuwen het volledig begaven. Op 18 mei 1850 deed von Mayer een zelfmoordpoging, waarna hij werd opgenomen in verschillende psychiatrische inrichtingen in Esslingen am Neckar en Winnenden. In de jaren daarna leefde hij als een gebroken man. Pas in 1860 vertoonde hij zich weer meer in het openbaar, maar ondertussen had hij wel meer naam gekregen. In 1871 kreeg hij van de Royal Society de Copley Medal. Tijdens de laatste jaren van zijn leven was von Mayer werkzaam als arts.  
Het Robert-Mayer-gymnasium in Heilbronn is naar Julius Robert von Mayer genoemd, evenals de Robert-Mayer-prijs die sinds 1977 door de Verein Deutscher Ingenieure wordt uitgegeven. De Deutsche Film-Aktiengesellschaft (DEFA) maakte een speelfilm met de titel Robert Mayer – der Arzt aus Heilbronn, die in 1955 in première ging.

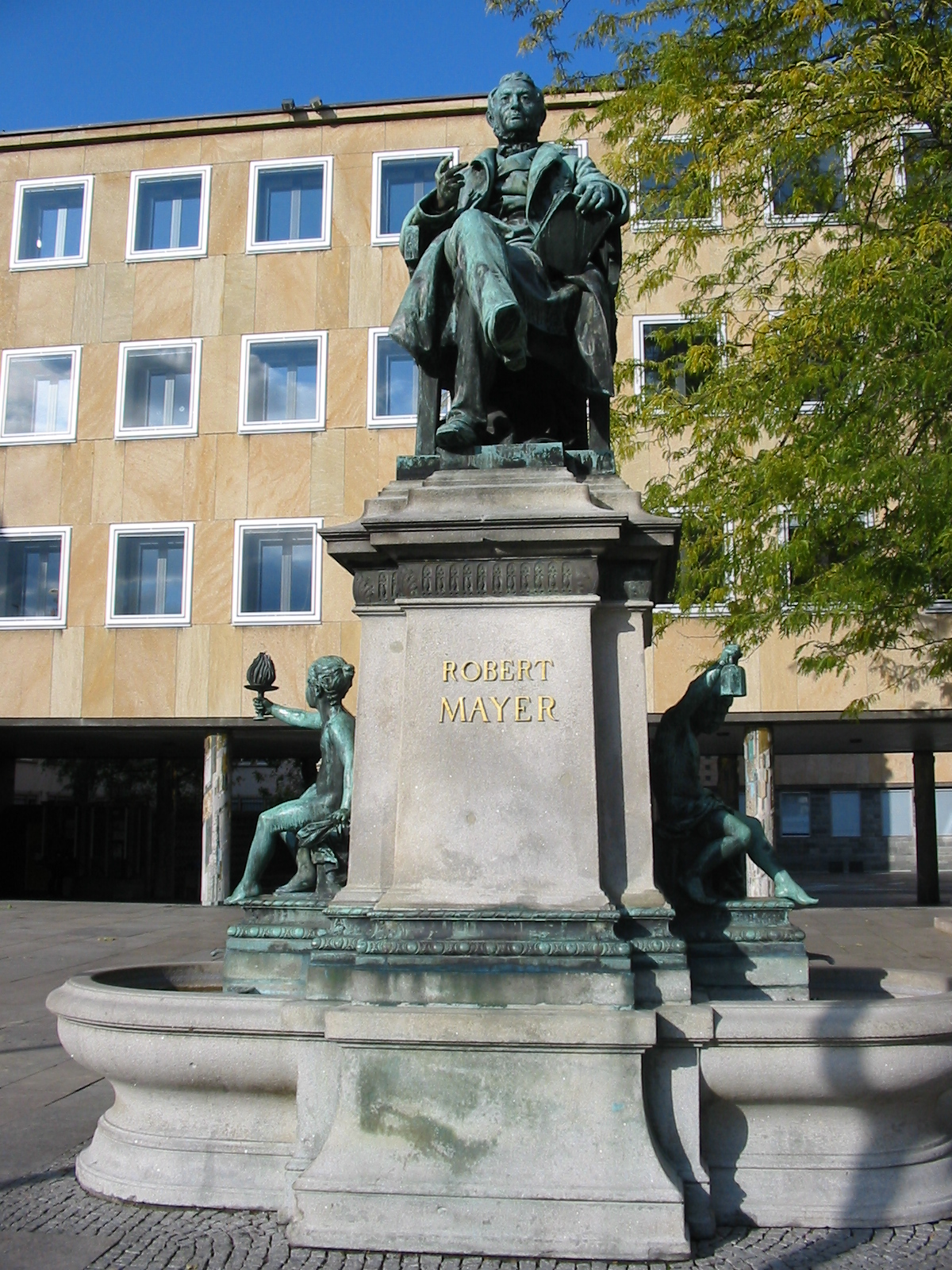
Gedenkteken in Heilbronn.